# Som en sång
Som en sång är ett studioalbum från 1977 av det svenska dansbandet Wizex.  Det placerade sig som högst på tionde plats på den svenska albumlistan.
Albumet, som var bandets första som gavs ut på Mariann Records, kom ut i två olika versioner. Version 1 innehåller 15 melodier, medan det på version 2 pressningen finns 17. Låt 8 och 9 på Sida 1 är de två extralåtarna på denna version av albumet. Skivan blev en storsäljare i och med deras medverkan i TV:s "Nygammalt" och såldes i 145 000 exemplar.
Låten "En vagabond" hamnade på Svensktoppen med en niondeplats den 11 september 1977, och ven om den bara låg där i en vecka blev den bandets första låt på denna topplista . Låten skickades ursprungligen in till den svenska Melodifestivalen 1977, men fick nobben .

## Låtlista

### Sida A
| Nr | Titel                                                          | Låtskrivare                                                      | Längd |
| -- | -------------------------------------------------------------- | ---------------------------------------------------------------- | ----- |
| 1. | "Som en sång"                                                  | Lasse Holm, Monica Forsberg                                      | 3.00  |
| 2. | "Jag väntar på dig (Lay Back in the Arms of Someone)"          | Mike Chapman, Nicky Chinn, Kikki Danielsson                      | 3.58  |
| 3. | "Venus"                                                        | Robbie van Leeuwen                                               | 3.09  |
| 4. | "Single Girl"                                                  | Martha Sharp                                                     | 2.52  |
| 5. | "En vagabond"                                                  | Jan Askerlind, Johan Langer                                      | 2.35  |
| 6. | "Tills jag vant mig av med dig (Till I Can Make It on My Own)" | George Richey, Billy Sherrill, Tammy Wynette, Peter Himmelstrand | 2.47  |
| 7. | "Tack och farväl"                                              | Lars Hagelin, Tommy Stjernfeldt                                  | 2.30  |

### Sida B
| Nr  | Titel                                                       | Låtskrivare                                              | Längd |
| --- | ----------------------------------------------------------- | -------------------------------------------------------- | ----- |
| 8.  | "Living Next Door to Alice"                                 | Mike Chapman, Nicky Chinn                                | 3.17  |
| 9.  | "Är det inte så (Ain't that Just the Way)"                  | Bruce Belland, Glen Larson, Stu Phillips, Ingela Forsman | 3.02  |
| 10. | "Huckle-Buck Again"                                         | Okänd                                                    | 2.52  |
| 11. | "Vi har hunnit fram till refrängen (Our Last Song Forever)" | Howard Greenfield, Neil Sedaka, Stikkan Anderson         | 2.59  |
| 12. | "Lost in France"                                            | Ronnie Scott, Steve Wolfe                                | 3.56  |
| 13. | "Det spelar ingen roll"                                     | Lars Hagelin, Tommy Stjernfeldt                          | 2.57  |
| 14. | "Det gör detsamma"                                          | Rosemarie Gröning, Bert Östlund                          | 2.53  |
| 15. | "Ensam (Marlena)"                                           | Jean Frankfurter, Robert Jung, Kikki Danielsson          | 3.49  |

## Listplaceringar
| Lista (1977-1978) | Topplacering |
| ----------------- | ------------ |
| Sverige           | 10           |

### Fotnoter
1. ↑  ”Svensk mediedatabas”. http://smdb.kb.se/catalog/id/001891764. Läst 21 april 2011.
2. ↑  Svensktoppen - 1977
3. ↑  Melodifestivalen genom tiderna, Premium förlag 2006 (utkom första gången 1999), sidan 122-125 - Melodifestival 1977, Tillbaka igen
4. ↑  ”Listplacering”. http://hitparad.se/showitem.asp?key=39625&cat=a. Läst 21 april 2011.